# Toni Ribas
Toni Ribas (ur. 13 czerwca 1975 w Sant Boi de Llobregat) – hiszpański aktor, reżyser, scenarzysta i producent filmów pornograficznych, który został wprowadzony do Galerii Sław AVN w 2010 roku. Stał się wiodącą męską postacią w branży jak Ron Jeremy.

## Wczesne lata
Urodził się w Sant Boi de Llobregat, w prowincji Barcelona, w Katalonii. Jako 13–latek był nadpobudliwy, miał niewyczerpaną energię i skłonność do wpadania w kłopoty. Należał do klubu rugby union Unió Esportiva Santboiana pod pseudonimem „Freixetes” i „Katalan Zagueru”. Pomagał swojemu ojcu przy usługach serwisowych – formach wtryskowych i oprzyrządowaniu specjalnym. Podczas studiów w Bachillerato Unificado Polivalente (B.U.P.) w Sant Boi w Barcelonie dorabiał sprzedając kalkulatory. Odbył służbę wojskową.

## Kariera

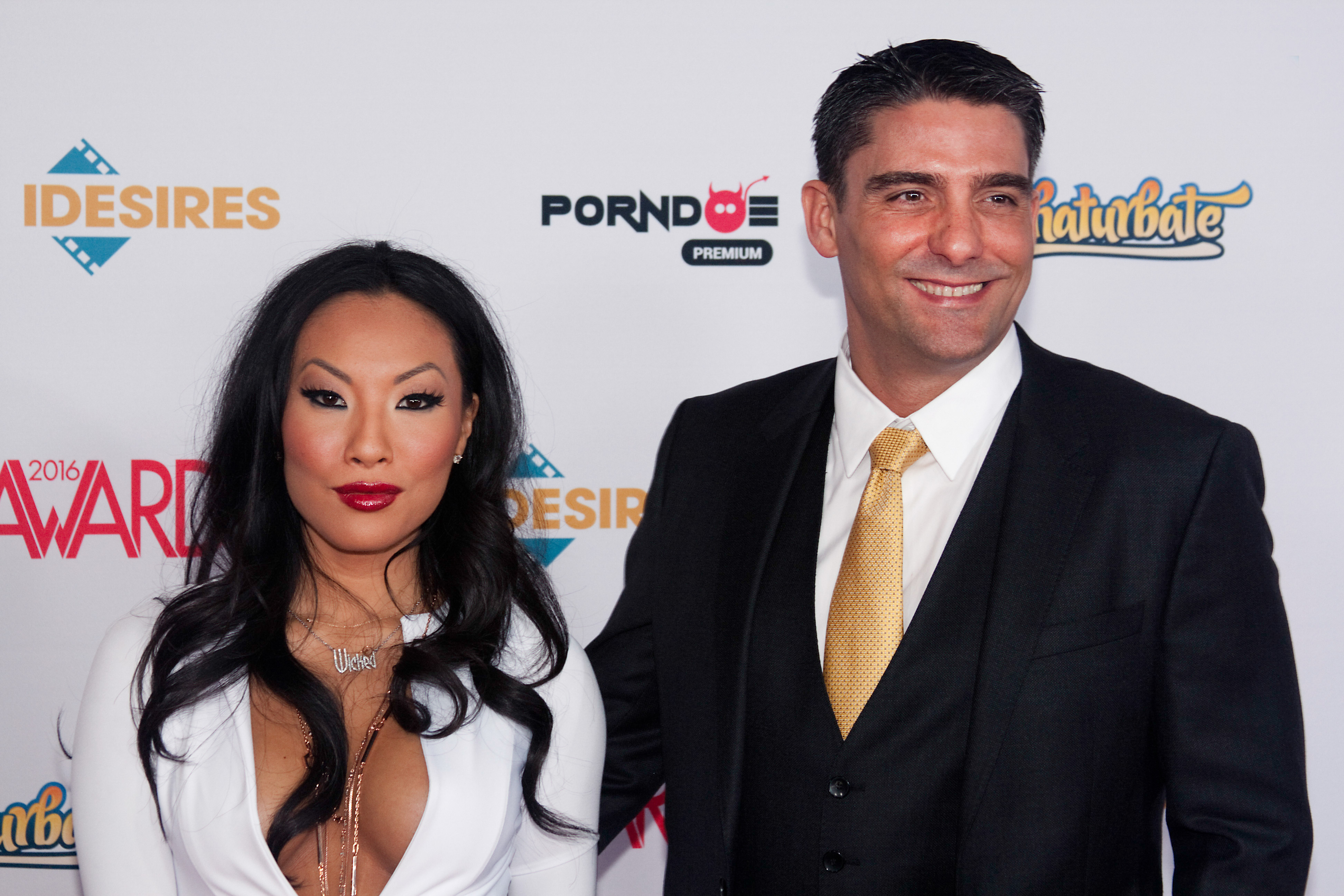
Asa Akira i Toni Ribas (2016)

W wieku 19 lat zobaczył ogłoszenie w gazecie „Segunda mano” o pracy dla aktorów w produkcji pornograficznej i zgłosił się na casting. Podczas przesłuchania został wybrany do obsady filmu Zemsta seksualna (Venganza sexual, 1994) w reżyserii José Maríi Ponce, który zaangażował go do hiszpańskiej produkcji wideo Prywatny klub (Club privado), premiera w telewizji miała miejsce 1 grudnia 1995.
Przez trzy lata pracował w klubie nocnym Sala de Fiestas Bagdad w Barcelonie, gdzie poznał Nacho Vidala i jego ówczesną dziewczynę Jazmine. W 2010 wraz z Sophie Evans i Maxem Cortésem uczestniczył w uroczystości 35. rocznicy istnienia Sali Bagdad.
W 1996 w Madrycie wystąpił jako Toni Navarro w filmie International Film Group (IFG) Showgirls (IFG) w reżyserii José Maríi Ponce.
Riccardo Billi i Luca Damiano zaangażowali go do roli żołnierza rzymskiego w hiszpańsko-włoskiej koprodukcji współczesnego porno International Film Group (IFG) Salomé (1997), pastiszu tragedii Oscara Wilde’a Salome. W horrorze Ángela Mory Aragóna Gorex: The Zombi Horror Picture Show (1997) wystąpił jako złodziej Fulci.
W 1997 w klubie poznał amerykańskiego reżysera porno Andrew Blake’a i wkrótce po tym spotkaniu pojechał do Paryża, aby podjąć z nim współpracę. Toni pracował za kamerą z Blake jako asystent reżysera. W 1998 w Hiszpanii przez miesiąc uczęszczał na kurs filmowy, aby zdobyć podstawy. Był fotografem w Pradze i Budapeszcie. Po występie w Pamiętniku Amandy (Amanda’s Diary 4, 1999), po raz pierwszy przyjechał do Stanów Zjednoczonych.
W 2000 zadebiutował jako reżyser w zespole Elegant Angel i nakręcił Hardcore Innocence 1 (2001), a serię kontynuował aż do Hardcore Innocence 9 (2003–2007). Pracował też z najlepszymi studiami, takimi jak Cineplex, Red Light District czy Jules Jordan. Stał się uznanym ekspertem od produkcji gonzo.
W 2001 za występ w filmie IFG Gothix (2000) w reż. José Maríi Ponce był nominowany do nagrody na Festival Internacional de Cine Erótico de Barcelona w kategorii „Najlepszy aktor hiszpański”. W 2002 dwa filmy z jego udziałem zostały uhonorowane nagrodą Ninfa. Pierwszy to pełnometrażowa parodia porno Gladiatora – Private Gold 54: Gladiator 1 (2002) w kategorii „Walory kinematograficzne”, a Ribas jako tytułowy protagonista Maxximus był nominowany w kategorii „Najlepszy aktor hiszpański”. Drugi nagrodzony film w kategorii „Najlepszy hiszpański film” to pornograficzna wersja dramatu Goethego Faust – Private Black Label 26: Faust Power of Sex (2000) w reż. José Maríi Ponce, gdzie Ribas był tytułowym Faustem.
W 2003 otrzymał nominację do nagrody Adult Video News w czterech kategoriach: „Najlepszy zagraniczny wykonawca roku”, „Najlepszy aktor” w Private Gold 54: Gladiator 1 (2002), „Najlepszy reżyser zagranicznej produkcji” Exxxplosion (2002) i „Najlepsza scena seksu w zagranicznej produkcji” w Exxxplosion (2002) z Monicą Belvedere, Nickiem Langiem i Ritą Faltoyano.
W 2006 był nominowany do hiszpańskiej nagrody Ninfa w kategorii „Najbardziej oryginalna scena seksu” w Private Gold 79: Sex Angels 2 (2006) w reż. Xavi'ego Domingueza z Sonią Baby.
20 grudnia 2008 zwyciężył w rankingu „Top5 najbardziej atrakcyjnych aktorów porno” wg hiszpańskiego portalu Nosotras.
W 2009 był nominowany do AVN Award w dwóch kategoriach: „Najlepszy zagraniczny wykonawca roku” i „Najlepsza scena seksu triolizmu – dziewczyna/chłopak/chłopak” w Slave Dolls 3 (2008) w reż. Masona z Jandi Lin i Mr. Pete.
5 stycznia 2010 firma Private wydała film The Private Life Of Toni Ribas.
W 2010 otrzymał nagrodę AVN jako „Najlepszy zagraniczny wykonawca roku” i został wpisany do Alei Sław AVN Hall of Fame oraz zdobył trzy nominacje w kategoriach: „Najlepsza scena seksu grupowego” w Rocco Ravishes LA (2009) z Jamie Elle, Rocco Siffredim i Bobbi Starr, „Najlepsza scena seksu podwójnej penetracji” w Jenna Haze: Nymphomaniac (2009) z Jenną Haze i Mr. Pete oraz „Najlepsza scena seksu grupowego” w Evil Anal 10 (2009) z Andi Anderson, Michaelem Stefano, Adrianną Nicole, Madison Parker i Bobbi Starr.
W 2016 był nominowany do AVN Award w kategorii „Najlepszy aktor” i wziął udział w sesji zdjęciowej z Terrym Richardsonem.
W grudniu 2017 zajął szóste miejsce w rankingu „Ulubiony aktor porno” (Mis Actores Porno Favoritos), ogłoszonym przez hiszpański portal 20minutos.es.
W 2018 za produkcję Evil Angel Stepdad Seduction 3 (2017) otrzymał nominację do XBiz Awards w dwóch kategoriach: „Najlepsza realizacja tabu” i „Najlepsza scena seksu w realizacji tabu” z Giną Valentiną. Zyskał też dwie nominacje do Inked Awards 2018 kategorii „Scena seksu” w Evil Squirters 3 (2017) z Riley Reid i Darker Side of Desire 2 (2018) z Katriną Jade. W 2019 był nominowany do XBiz Awards za swoją produkcję Stepdad Seduction 4 (2018) w kategorii „Najlepsza scena seksu w realizacji tabu” z Caroliną Sweets. Zajął szóste miejsce i był pierwszym na liście Europejczykiem w rankingu Top 30 najpopularniejszych i najlepszych gwiazdorów porno 2019.

## Życie osobiste
19 grudnia 1998 w Sant Boi de Llobregat zawarł związek małżeński z węgierską aktorką filmów pornograficznych Sophie Evans, z którą pojawił się w kilku filmach, w tym Wieczne ekstazy (Pirate Deluxe 15: Eternal Ecstasy, 2001), Niebo na ziemi (Best By Private 26: Heaven on Earth, 2001) i pornograficznej trylogii Private Gladiator. Rozwiedli się w połowie 2005.
W 2012 przeprowadził się do Los Angeles w Kalifornii. W grudniu 2012 poślubił aktorkę filmów pornograficznych Asę Akirę. W 2017 doszło do rozwodu. Osiedlił się w Las Vegas. 1 października 2020 ożenił się aktorką filmów pornograficznych Kaylą Kayden. Mają syna (ur. 2019).
Gdy 12 stycznia 2016 Carles Puigdemont został przewodniczącym katalońskiego rządu, hiszpański pisarz Quim Monzó na Twitterze zwrócił się do Toniego Ribasa, który wówczas pracował w Los Angeles, by ten wypowiedział nazwisko Puigdemonta w scenie filmu, na co ten się zgodził.

## Nagrody
| Rok  | Nagroda          | Kategoria                                                    | Film                                | Inni wykonawcy |
| ---- | ---------------- | ------------------------------------------------------------ | ----------------------------------- | --- |
| 2001 | Venus Award      | Najlepszy aktor europejski                                   | –                                   | – |
| 2001 | Ninfa            | Nagroda publiczności dla najlepszego aktora                  | –                                   | – |
| 2002 | Venus Award      | Najlepszy aktor europejski                                   | –                                   | – |
| 2002 | XI Premis Turia  | Najlepszy europejski aktor porno                             | –                                   | – |
| 2007 | Ninfa            | Najlepszy hiszpański filmowy seks w 100%                     | Ibiza Sex Party 1 (2007)            | – |
| 2010 | AVN Award        | Wykonawca roku                                               | –                                   | – |
| 2011 | AVN Award        | Najlepsza scena seksu grupowego                              | Out Numbered 5 (2010)               | Erik Everhard, Lela Star, Joey Valentine, Mia Rose, Lindsey Meadows, Amy Ried, Rebeca Linares, Brianna Beach i Mr. Pete           |
| 2012 | AVN Award        | Najlepsza scena seksu podwójnej penetracji                   | Asa Akira Is Insatiable 2 (2011)    | Asa Akira i Mick Blue |
| 2012 | AVN Award        | Najlepsza scena seksu triolizmu – chłopak/chłopak/dziewczyna | Asa Akira Is Insatiable 2 (2011)    | Asa Akira i Mick Blue |
| 2012 | AVN Award        | AVN Hall of Fame (Aleja Sław)                                | –                                   | – |
| 2012 | AVN Award        | Najlepsza scena seksu grupowego                              | Asa Akira Is Insatiable 2 (2011)    | Asa Akira, Erik Everhard, Broc Adams, Danny Mountain, Jon Jon, Ramón Nomar i John Strong                                          |
| 2013 | XBIZ Award       | Najlepszy zagraniczny wykonawca roku                         | –                                   | – |
| 2016 | Inked Award      | Najlepsza scena grupowa                                      | Deadly Rain (2015)                  | Romi Rain i Allie Haze |
| 2017 | XRCO Award       | Najlepsza seria POV                                          | POV Sluts (2016)                    | – |
| 2018 | AVN Award        | Najlepsza scena seksu grupowego                              | Angela 3 (2017)                     | Angela White, Xander Corvus, Markus Dupree, Mick Blue i John Strong                                                               |
| 2018 | Spank Bank Award | Aktor roku w dziedzinie układania rur                        | –                                   | – |
| 2019 | AltPorn Awards   | Najlepsze wideo fabularne                                    | Leigh Raven: Prove Something (2018) | Lea Lexis, Owen Gray, Markus Dupree, Ramón Nomar, Kissa Sins, Dolly Leigh, Riley Nixon, Kacie Castle, Leigh Raven i Megan Winters |